# Bahía de Sebastopol
La bahía de Sebastopol (ucraniano: Севастопольська бухта; ruso: Севастопольская бухта) incluye una serie de bahías pequeñas talladas en sus costas. La bahía de Sebastopol divide la ciudad de Sebastopol en el lado Sur y el lado norte. Sirve como una extensión del río Chorna y se extiende por 7,5 km (4,7 millas), que es el más largo de ellos [aclaración necesaria] todos.
Las bahías forman una atracción única de Sebastopol. La ciudad se destaca como un anfiteatro elevado en sus costas, y las bahías le dan un encanto extraordinario. La bahía de Sebastopol se extiende desde el mar abierto hacia el este hasta el Monasterio Inkerman al final, estrechando hacia abajo y terminando en la desembocadura del el río Chorna. La bahía forma el enfoque hacia el mar a la ciudad. Cubriendo una gran extensión de agua, el puerto sirve como anclaje cómodo para una flota. Desde el principio del siglo XX se encuentra cruceros y acorazados. El número de muelles a lo largo de las orillas del puerto supera con creces el número de bahías.